# نزپرس (آیداهو)
نزپرس (به انگلیسی: Nezperce) شهری در شهرستان لویس ایالت آیداهو است که جمعیت آن در سرشماری سال ۲۰۱۰ میلادی ۴۶۶ نفر بوده است.